# Porteur de charge
Un porteur de charge est, en sciences physiques, une particule ou une quasi-particule qui porte une charge électrique. En se déplaçant, les porteurs de charge créent un courant électrique, comme les ions dans les solutions liquides et les électrons dans les solides. En électronique cette notion est incontournable, les deux porteurs de charge considérés sont les électrons, portant une charge −e, les trous, peuvent se déplacer assez librement dans le réseau cristallin. Ils sont souvent représentés comme formant un nuage, et leur comportement peut être modélisé par celui d'un gaz de Fermi.
Comme leurs électrons se déplacent uniformément en suivant le gradient de tension, les métaux conduisent le courant électrique. Les solutions ioniques conduisent l'électricité pour une raison similaire, les porteurs de charge sont également libres. Ce sont les cations et anions de la solution. Une solution d'eau pure est donc à température ambiante moins bonne conductrice qu'une solution salée qui contient forcément plus d'ions puisqu'elle contient en plus des ions H3O+ et OH-, des ions Na+ et Cl-. C'est aussi pourquoi les composés ioniques sont isolants lorsqu'ils sont solides et deviennent conducteurs en fondant. Le phénomène est similaire dans les plasmas, autre état de la matière que l'on retrouve dans les arcs électriques. Dans les plasmas, la matière est vaporisée et ionisée.

## Densité de charge
La densité de charge électrique désigne la quantité de charge électrique par unité d'espace. Selon que l'on considère un problème à 1, 2 ou 3 dimensions, c'est-à-dire une ligne, une surface ou un volume, on parlera de densité linéique, surfacique ou volumique de charge. Leurs unités sont respectivement le coulomb par mètre (C/m), le coulomb par mètre carré (C/m2) et le coulomb par mètre cube (C/m3) dans le Système international. Comme il existe des charges négatives comme des charges positives, la densité de charge peut prendre des valeurs négatives. Comme n'importe quelle densité, elle peut varier selon la position. Il ne faut pas la confondre avec la densité de porteurs de charges.
Dans la suite, nous considérerons le cas de la densité volumique de charge, les autres cas s'en déduisant facilement par analogie, sauf le cas des liens avec le champ électrique, qui n'a guère de sens physique à 1 ou 2 dimensions.